# Стамов, Асанбек
Асанбек Стамов (28 августа 1938 — 7 августа 2010) — советский и киргизский прозаик и общественный деятель, народный писатель Киргизии (1994), член Союза писателей СССР (1971) и Союза журналистов СССР (1967).

## Биография
Асанбек Стамов родился 28 августа 1938 года в селе Мураке (по другим данным — Чон-Арык (Московский район)), Киргизская ССР, в семье колхозника. В 1957 году окончил Будённовскую районную среднюю школу, в 1962 году получил высшее образование, окончив филологический факультет Киргизского университета.
Трудовую деятельность начал в 1962 году учителем средней школы в Токмаке. В 1964 году стал корреспондентом республиканского радиокомитета, в 1967 году повышен до старшего редактора. Член КПСС с 1965 года, с 1969 по 1971 год работал в аппарате ЦК Компартии Кыргызстана. В 1971—1973 годах был директором издательства «Кыргызстан».
В 1973 году он был назначен первым заместитель министра культуры Киргизской ССР, а в 1985 году — председателем комитета Гостелерадио Киргизской ССР. С 1986 года работал директором Бюро пропаганды художественной литературы Союза писателей Киргизии. В 1989 году он стал редактором журнала «Чалкан». С 1992 года и до выхода на пенсию он был председателем Учкунского государственного концерна.
Печатался с 1960 года. В 1961 году в журнале «Ала-Too» была напечатана его повесть «Отец». В 1966 году издал дебютную книгу, которой стал сборник рассказов «Таанышуу» («Знакомство»). Написал ряд сборников повестей и рассказов, опубликованных на киргизском, русском и украинском языках, всего из-под его пера вышло более ста рассказов. Перевёл на киргизский путевые заметки Ханса Шерфига «В гостях у киргизов» (1969 и 1979), а также произведений Азиза Несина, Мусы Джалиля и прочих.
В 1975 году его повесть «Жаны тууган» («Новый родственник») была отмечена премией Ленинского комсомола Киргизской ССР.
В последние годы жизни Стамов опубликовал исторический роман «Хан Тейиш», посвящённый борьбе киргизского народа с джунгарскими завоевателями в конце XVII — середине XVIII века.
Награждён орденом «Знак Почёта», орденом «Манас» III степени (2005), Почётными грамотами Верховного Совета Киргизской ССР, почётный гражданин Бишкека.
Избирался депутатом Верховного Совета Киргизской ССР XI созыва, депутатом Фрунзенского городского совета народных депутатов (1971—1990).
Скончался 7 августа 2010 года. 17 сентября 2013 года в Национальной библиотеке Киргизии состоялось открытие книжно-иллюстративной выставки, посвящённой 75-летию со дня рождения Асанбека Стамова.

## Работы
на киргизском языке
- Таанышуу: Ангемелер. — Ф.: Кыргызстан, 1966. — 164 б. Знакомство.
- Кеч куздо: Позесттер жана ангемелер. — Ф.: Кыргызстан, 1969. — 280 б. Поздняя осень.
- Жацы тууган: Повесттер жана ангемелер. — Ф.: Кыргызстан, 1973. — 182 б. Новая родня.
- Нешерден кийин: Повесттер. — Ф.: Мектеп, 1976. — 516 б. После ливня.
- Чуй дастандары: Повесттер. — Ф.: Кыргызстан, 1978. — 492 б. Чуйские повести.
- Ак кар: Повесть, ангемелер. — Ф.: Мектеп, 1981. — 256 б. Молодой снег.
- Жол боюнда жалгыз там: Повесттер. — Ф.: Кыргызстан, 1985. — 351 б. Дом на перекрестке.

на других языках
- После ливня: Повести. — М.: Мол. гвардия. 1980. — 303 с.
- Новая родня: Повести. — Киев: Молодь, 1980. — укр.

переводы
- Шерфиг Ханс. В гостях у киргизов: Путевые заметки. — Ф.: Кыргызстан, 1969. — 96 с.
- Шерфиг Ханс. В гостях у киргизов: Путевые заметки. — Ф.: Кыргызстан, 1979. — 96 с.